# Das Pestgelübde von 1629
Das Pestgelübde von 1629 (französisch Voeu de la peste de 1629) ist der Titel eines Votivbildes in der Kapelle Notre-Dame d’Aubune in der französischen Gemeinde Beaumes-de-Venise. Es erinnert an die Pest in der Provence im 17. Jahrhundert und wurde 2012 als Monument historique klassifiziert.

## Beschreibung
Es ist ein 2,40 m hohes und 1,92 m breites Ölgemälde aus dem 17. Jahrhundert. Es hängt zurzeit an einer Wand am nördlichen Seitenschiff der Kapelle und wird einem Père Calvet (Pater Calvet) zugeschrieben, einem wahrscheinlich lokalen Maler.
Im oberen Teil zu sehen sind die Jungfrau Maria mit Jesuskind umgeben von den traditionellen Pestheiligen Michael, Rochus von Montpellier, Sebastian, Genoveva von Paris, Franz von Paola und Christophorus. Sie sind auch die Schutzheiligen verschiedener Kapellen in der Gegend von Beaumes-de-Venise, die nach den Pestepidemien von 1586, 1629, 1630 gebaut und eingeweiht wurden.
In der Mitte des Gemäldes sind die Bevölkerung und im unteren Teil das Wappen der Gemeinde dargestellt. Das Wappen zeigt auf ungewöhnliche Weise nur eines anstelle von drei Taukreuzen, die die drei christlichen Gemeinden von Beaumes, Aubune und Saint-Véran repräsentieren.
In der unteren linken Ecke befindet sich die folgende Inschrift:

“PESTIS CAUSA BALMENSES / VOVER(U)NT ET VOTA DEO VIRGINI(QUE) / RED(D)IDERU(N)T 1629”

„Wegen der Pest legten die Einwohner von Beaumes Gelübde ab, und sie erfüllten die Gelübde Gott und der Jungfrau 1629.“

## Geschichte
Während der Pestepidemie von August bis Dezember 1628, die 500 Kranke und 200 Tote forderte, das heißt ein Sechstel der Bevölkerung, legten die Einwohner von Beaumes-de-Venise ein Gelübde ab. Sie versprachen, an dem Tag nach dem Fest des hl. Sebastian in einer Prozession zur Kapelle Notre-Dame d’Aubune zu gehen und dort ein Gemälde zum Gedenken an das Gelübde aufzustellen. Die Kapelle und Höhlen in der Umgebung wurden zu der Zeit als behelfsmäßiges Lazarette genutzt. Daraufhin beschlossen die Konsuln von Beaumes die Stiftung eines Gemäldes:

« Et pour perpétuelle mémoire de ce voeu sera faict un tableau auquel depeinct en hault la saincte vierge Marie tenant son fils Jésus entre ses bras avec une multitude de peuple, hommes et femmes à genoux et mains jointes qui seront présentés à Dieu, à sa saincte mère par lesd. Ste Anne, Saint Pierre, St Nazaire, St Roch et St Sébastien avec la mémoire de voeu escripte au pied dud. Tableau et aultrement comme mieux sera advisé ; lequel tableau sera par après mis et posé en honneur dans lad. Eglise ND d’Aubune, avec deux torches de cire blanches au devant d’icelluy tableau pour y demeurer tousiours et estant lesd. torches trop vieilles en seront faictes d’autres et remises comme dessus, au pied duquel tableau et torches seront aussy posées les armes de lad. Communauté. »

„Und zum ewigen Gedenken an dieses Gelübde wird ein Bild gemacht, auf dem oben die heilige Jungfrau Maria gemalt ist, die ihren Sohn Jesus in den Armen hält, dazu eine Vielzahl von Menschen, Männer und Frauen auf den Knien und mit gefalteten Händen, die sich vor Gott und der heiligen Mutter mit St. Anna, St. Peter, St. Nazaire, St. Roch und St. Sebastian präsentieren, mit dem Gelübdetext als Erinnerung am unteren Ende des Bildes. Das Gemälde soll ansonsten so gut wie möglich zu sehen sein; das Gemälde wird danach zu Ehren in der Kirche Notre-Dame d’Aubune aufgestellt werden, mit zwei weißen Wachsfackeln vor diesem Gemälde, um für immer dort zu bleiben, und sollten die genannten Fackeln sehr alt werden, werden andere gemacht und am Fuße dieses Gemäldes aufgestellt, und Fackeln werden auch am Wappen der Gemeinde aufgestellt.“

Das Ex-Voto wurde am 16. November 1632 in der Kapelle aufgestellt.
Da das Gemälde vom Verfall bedroht ist, stellte die Gemeinde Beaumes-de-Venise bei der privaten Stiftung Fondation du patrimoine einen Antrag, es zusammen mit zwei anderen denkmalgeschützten Gemälden der Kapelle restaurieren zu lassen.

## Vergleichbare Werke
Vergleichbare unter Denkmalschutz stehende Werke finden sich zum Beispiel in der Kirche Notre-Dame-de-l’Assomption de Puyricard in Aix-en-Provence (Le Voeu de la peste de Marseille, 18. Jahrhundert), im ehemaligen Rekollektenkloster von Bourg-Saint-Andéol (La Peste de Marseille de 1720, 18. Jahrhundert) und in der Magdalenenkirche in Béziers (Le Voeu des consuls à l'occasion de la peste de 1632, 17. Jahrhundert).